# 사카이 다다쓰네 (1639년)
사카이 다다쓰네(일본어: 酒井忠恒, 1639년 9월 5일 ~ 1675년 9월 25일)는 에도 시대의 다이묘로, 데와 마쓰야마번의 초대 번주이다. 별명은 고고로(小五郎)이며, 관위는 종5위하, 다이가쿠노카미(大学頭)이다.
간에이 16년(1639년) 8월 8일, 쇼나이번의 초대 번주 사카이 다다카쓰의 셋째 아들로 태어났다. 쇼호 4년(1647년) 12월 11일, 본가인 쇼나이 번으로부터 영지 2만 석을 분할받고 지번인 마쓰야마 번을 세웠다. 슨푸 가반(駿府加番)과 에도성 니노마루 석벽 공사, 사카이씨의 보리지(菩提寺)인 신코지(心光寺) 창건에 힘썼다. 엔포 3년(1675년) 8월 6일, (1674년이라고도 함)에 사망하였고, 맏아들 다다야스가 그 뒤를 이었다.
| 전임 (사카이 다다카쓰) | 제1대 사카이 사에몬노조가 분가 1647년 ~ 1675년 | 후임 사카이 다다야스 |

|  | 제1대 마쓰야마번 번주 1647년 ~ 1675년 | 후임 사카이 다다야스 |